# 无蹼壁虎
无蹼壁虎（学名：Gekko swinhonis）为壁虎科壁虎属的爬行动物，是中国的特有物种。分布于辽宁、河北、陕西、山西、甘肃、河南、山东、江苏、安徽、浙江等地，常见于暖温带以及栖息在建筑物的缝隙、岩缝、石下及树上。该物种的模式产地在中国北部。

## 保护
本种于2023年被收录入《有重要生态、科学、社会价值的陆生野生动物名录》。